# سینه‌سرخ کلاه‌قرمزی
سینه‌سرخ کلاه‌قرمزی (نام علمی: Petroica goodenovii) نام یک گونه از تیره سینه‌سرخ‌های استرالزی است.